# Ka (farao)
Ka (alternativt Qa’a eller Kebe, mer korrekt Hor-Ka) var den sista faraonen av den första dynastin. Han var troligen son till en av sina företrädare. Flera stora gravanläggningar uppfördes i Sakkara under hans regeringstid, liksom ett kungligt gravmonument i Abydos.
Över längden på hans regeringstid råder oenighet, enligt Turinpapyrusen regerade Ka i 63 år medan Manetho bara tillskrev honom 26 år. Nya bevis som bygger på fartygsinskriptioner fastslår omkring 34 år.
Radiometriska mätningar publicerade 2013 daterar början på Kas regeringstid med 68% sannolikhetsintervall mellan 2906 och 2886 f.Kr.

## Familj
Det är inte klart vem Kas far var men troligen var det hans företrädare Semerkhet eller Adjib. Om man ska tro Manetho var det Semerkhet.

## Regeringstid

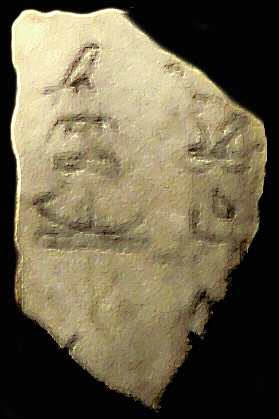
Fartygsfragment med Kas nebtinamn

Ka har identifieras som tjänstemannen Ka-nebti med ämbetstiteln Sem före sitt tillträde som farao. Funktionen som Sem-präster utförde från femte dynastin utfördes i denna tid av kungens äldste son och efterföljare själv. På dessa grunder är det troligt att Ka som kronprins och äldste son på naturliga grunder besteg tronen som efterföljare till Semerkhet.
Ka verkar ha regerat i en relativt lång period. På stenskålar från Sakkara beskrivs hans andra Sed-festival. I Sakkara finns flera mastabor (S3500, S3505, S3120) som dateras till hans tid. De första regeringsåren finns på Palermostenens Kairostensfragment, dock betecknar dessa mer religiösa festligheter. Det finns ett antal kända årskrönikor som nämner grundandet av en byggnad kallad kau-netjeru.
En mastaba i Sakkara (S3505) hör till ämbetsmannen Merka och är ett dödstempel där resterna av färg fortfarande syns. Andra höga ämbetsmän under Ka var en viss Henuka som även var i tjänst under Semerkhet och Neferef och Sabef som begravdes i Abydos. Man fann en dekorerad stele i Sabefs grav.

## Övergången till andra dynastin
Det finns tecken på att slutet av Kas regeringstid inte var utan problem. I ovanstående grav tillhörande tjänstemannen Merka fann man namnet på en föga känd härskare vid namn Seneferka. På ett ytterligare fartygsfragment som också daterats till denna tid, fann man namnet på en kung "fågel". Ingen av dessa två omnämns i senare listor över kungar och det antas att dessa härskare slogs om tronen efter Kas död. Kas efterträdare Hetepsekhemui tvingades stoppa den våldsamma situationen varefter en ny dynasti började. När det gäller namnet på Seneferka är det möjligt att det var ett andra horusnamn för Ka men användes bara under en kort tid.

## Grav
Ka begravdes i grav Q på nekropolen Peqer nära Abydos och är 10 x 5 m med en trappa som leder ner till en underjordisk kammare. Traditionen att begrava kungliga tjänare med kungen avtog under Ka och stannade helt av under andra dynastin vilket intygas av att endast 26 sidogravar omgav hans grav.